# Berchemia omeiensis
Berchemia omeiensis är en brakvedsväxtart som beskrevs av Wen Pei Fang, Yi Ling Chen och P.K.Chou. Berchemia omeiensis ingår i släktet Berchemia och familjen brakvedsväxter. Inga underarter finns listade i Catalogue of Life.